# Надрічненська сільська рада (Тарутинський район)
Надрі́чненська сільська́ ра́да — адміністративно-територіальна одиниця та орган місцевого самоврядування в Тарутинському районі Одеської області. Адміністративний центр — село Надрічне.

## Перейменування
Указом Президії Верховної Ради УРСР від 14.11.1945 перейменували село Черемурза Бородінського району Ізмаїльської області на село Надрічне і Черемурзейську сільраду назвали Надрічнянською.

## Загальні відомості
- Територія ради: 52,82 км²
- Населення ради: 2 068 осіб (станом на 2001 рік)
- Територією ради протікає річка Чага

## Населені пункти
Сільській раді підпорядковані населені пункти:
- с. Надрічне
- с. Іванчанка

## Населення
Згідно з переписом УРСР 1989 року чисельність наявного населення сільської ради становила 1863 особи, з яких 869 чоловіків та 994 жінки.
За переписом населення України 2001 року в сільській раді мешкало 2068 осіб.

### Мова
Розподіл населення за рідною мовою за даними перепису 2001 року:
| Мова       | Відсоток |
| ---------- | -------- |
| молдовська | 91,54 %  |
| російська  | 3,14 %   |
| українська | 2,47 %   |
| болгарська | 1,06 %   |
| гагаузька  | 0,63 %   |
| білоруська | 0,05 %   |
| інші       | 1,11 %   |

## Склад ради
Рада складається з 18 депутатів та голови.
- Голова ради: Асташкіна Ольга Дмитрівна
- Секретар ради: Стефанко Ольга Дмитрівна

### Керівний склад попередніх скликань
| Прізвище, ім'я, по батькові | Основні відомості                                                               | Дата обрання | Дата звільнення |
| --------------------------- | ------------------------------------------------------------------------------- | ------------ | --------------- |
| Асташкіна Ольга Дмитрівна   | Сільський голова, 1963 року народження, освіта середня спеціальна, позапартійна | 26.03.2006   | 31.10.2010      |
| Асташкіна Ольга Дмитрівна   | Сільський голова, 1963 року народження, освіта середня спеціальна, позапартійна | 31.10.2010   |                 |

Примітка: таблиця складена за даними сайту Верховної Ради України

### Депутати
За результатами місцевих виборів 2010 року депутатами ради стали:

#### За суб'єктами висування
| Суб'єкт висування            | Кількість обраних депутатів | %    |
| ---------------------------- | --------------------------- | ---- |
| Соціалістична партія України | 13                          | 72,2 |
| Партія регіонів              | 4                           | 22,2 |
| Самовисування                | 1                           | 5,6  |

#### За округами
| № округу                     | Прізвище, ім'я, по батькові       | Дата визнання обраним | Освіта             | Партійна приналежність             | Відомості про обраного депутата                               |
| ---------------------------- | --------------------------------- | --------------------- | ------------------ | ---------------------------------- | ------------------------------------------------------------- |
| Партія регіонів              |                                   |                       |                    |                                    |                                                               |
| 5                            | Лука Людмила Федорівна            | 01.11.2010            | середня спеціальна | позапартійна                       | фельдшерсько-акушерський пункт с. Надрічне, медична сестра    |
| 7                            | Чеботар Олена Іванівна            | 01.11.2010            | середня спеціальна | позапартійна                       | пенсіонер                                                     |
| 17                           | Брагуца Сергій Григорович         | 01.11.2010            | середня            | позапартійний                      | приватний підприємець                                         |
| 18                           | Урдя Лілія Іванівна               | 01.11.2010            | вища               | член Партії регіонів               | Іванчанська загальноосвітня школа І-ІІІ ст., вчитель          |
| Соціалістична партія України |                                   |                       |                    |                                    |                                                               |
| 1                            | Тома Валерій Федорович            | 01.11.2010            | вища               | член Соціалістичної партії України | СЗАТ «Агрофірма ім. С.Лазо», начальник цеху                   |
| 2                            | Почтар Станіслав Іванович         | 01.11.2010            | вища               | позапартійний                      | СЗАТ «Агрофірма ім. С.Лазо», старший інженер-технолог         |
| 3                            | Лях Іван Петрович                 | 01.11.2010            | вища               | член Соціалістичної партії України | СЗАТ «Агрофірма ім. С.Лазо», інженер-механік                  |
| 4                            | Жосан Дмитро Васильович           | 01.11.2010            | вища               | член Соціалістичної партії України | СЗАТ «Агрофірма ім. С.Лазо», головний інженер                 |
| 6                            | Стефанко Ольга Дмитрівна          | 01.11.2010            | середня спеціальна | позапартійна                       | Надрічненська сільська рада, секретар                         |
| 9                            | Ябанжи Петро Дмитрович            | 01.11.2010            | середня спеціальна | член Соціалістичної партії України | СЗАТ «Агрофірма ім. С.Лазо», начальник цеху                   |
| 10                           | Штирба Олександр Валентинович     | 01.11.2010            | середня спеціальна | позапартійний                      | СЗАТ «Агрофірма ім. С.Лазо», начальник служби безпеки         |
| 11                           | Мунтян Федір Миколайович          | 01.11.2010            | середня            | позапартійний                      | управління з експлуатації газового господарства Арциз, слюсар |
| 12                           | Жосан Василь Кирилович            | 01.11.2010            | вища               | позапартійний                      | СЗАТ «Агрофірма ім. С.Лазо», заступник директора              |
| 13                           | Коваленко Олександр Володимирович | 01.11.2010            | вища               | член Соціалістичної партії України | СЗАТ «Агрофірма ім. С.Лазо», головний бухгалтер               |
| 14                           | Пітєл Георгій Михайлович          | 01.11.2010            | середня спеціальна | член Соціалістичної партії України | СЗАТ «Агрофірма ім. С.Лазо», бригадир                         |
| 15                           | Односталко Ніна Ісаївна           | 01.11.2010            | середня            | член Соціалістичної партії України | клуб с. Іванчанка, завідувачка клубу                          |
| 16                           | Єфрем Петро Миколайович           | 01.11.2010            | середня            | член Соціалістичної партії України | СЗАТ «Агрофірма ім. С.Лазо», бригадир                         |
| Самовисування                |                                   |                       |                    |                                    |                                                               |
| 8                            | Голдан Любов Іванівна             | 01.11.2010            | вища               | позапартійна                       | пенсіонер                                                     |